# Parque Nacional do Monti Sibillini
O Parque Nacional do Monti Sibillini (em italiano:  Parco Nazionale dei Monti Sibillini) é um parque nacional italiano localizado nas regiões de Marcas e Úmbria, abrangendo as províncias de Macerata, Fermo, Ascoli Piceno e Perúgia.
Foi estabelecido em 1993 e agora contém mais de 70.000 hectares.